# جورج سيزار (ممثل)
جورج سيزار (بالإنجليزية: George Cisar)‏ مواليد 28 يوليو 1912 في سيسيرو، الولايات المتحدة - الوفاة 13 يونيو 1979 في لوس أنجلوس، الولايات المتحدة، هو ممثل أمريكي بدأ مسيرته الفنية سنة 1948. من أعماله باتمان.

## روابط خارجية
- جورج سيزار على موقع IMDb (الإنجليزية)
- جورج سيزار على موقع ألو سيني (الفرنسية)
- جورج سيزار على موقع أول موفي (الإنجليزية)
- جورج سيزار على موقع قاعدة بيانات الأفلام السويدية (السويدية)
- جورج سيزار على موقع قاعدة بيانات الفيلم (الإنجليزية)
- جورج سيزار على موقع كينوبويسك (الروسية)